# Tullio Crali
(Filippo Tommaso Marinetti, 1940)
Tullio Crali (Igalo, 6 dicembre 1910 – Milano, 5 agosto 2000) è stato un pittore italiano collegato al movimento futurista.
Autodidatta, aderì al futurismo in ritardo, non prima del 1929. È noto per le sue opere di tipo realistico, che combinano «velocità, meccanizzazione aerea e meccanica della guerra aerea», sebbene nella sua lunga carriera abbia espresso anche altri stili.

## Biografia
Di famiglia zaratina, nacque in un piccolo paese delle Bocche di Cattaro nell'attuale Montenegro, dove il padre lavorava temporaneamente. Visse a Zara fino al 1922, quando con la famiglia si trasferì a Gorizia. Scoprì il futurismo a quindici anni, mentre era studente all'istituto tecnico della città, e fu influenzato nei suoi primi lavori da Giacomo Balla e Enrico Prampolini.
Nel 1928 volò per la prima volta, e l'anno successivo - quello in cui nacque l'aeropittura futurista - si mise in contatto con Filippo Tommaso Marinetti ed entrò ufficialmente nel movimento futurista.
Dopo le sue prime mostre in Italia, Marinetti lo invitò ad esporre a Parigi, nella prima mostra di aeropittori italiani: era il 1932. Divenne poi amico personale di Marinetti.
Dopo la seconda guerra mondiale rimase fedele alla poetica futurista. Dapprima esercitò a Torino, si trasferì poi a Parigi (1950-1958, in quegli anni ideò le sassintesi), poi ancora al Cairo (1962-1966), dove insegnò alla scuola d'arte italiana. Dal 1958 al 1961 insegnò Disegno e Storia dell'Arte al Liceo Scientifico "Vittorio Veneto" di Milano.
Dal 1966 fino alla morte visse a Milano. Lì cominciò a raccogliere e catalogare le carte e i documenti che lo riguardavano; nel 1999 ha donato questo suo fondo all'Archivio del '900 del Mart di Rovereto. insieme a 41 opere, cui - nell'anno della morte - faranno seguito altre 48.
Tullio Crali, per sua espressa volontà, è sepolto nel cimitero di Macerata, città conosciuta nel 1943 quando era al fronte e che continuò a frequentare e dove riposa insieme al figlio Massimo (deceduto il 3 febbraio 2008) e sua moglie Adolfina Savelli; città dove risiedono le tre nipoti Marzia, Vibia e Lavinia.

## Carriera
Nel 1928 Crali volò per la prima volta. Il suo entusiasmo per il volo e la sua esperienza di pilota influenzò la sua produzione artistica. Nel 1929, attraverso Sofronio Pocarini, prese contatto con Marinetti, il fondatore del futurismo, e si unì al movimento. Nello stesso anno venne inaugurata l'aeropittura attraverso il Manifesto dell'Aeropittura, redatto da Marinetti, Balla, Depero, Prampolini, Dottori, Cappa, Colombo (noto come Fillia), Sansoni (detto Tato) e Somenzi, pubblicato nell'articolo Prospettive di volo. Nel manifesto viene riportato che «Le prospettive mutevoli del volo costituiscono una realtà assolutamente nuova e che nulla ha di comune con la realtà tradizionalmente costituita dalle prospettive terrestri»; e che «Dipingere dall'alto questa nuova realtà impone un disprezzo profondo per il dettaglio e una necessità di sintetizzare e trasfigurare tutto».
Nonostante la giovane età, Crali giocò un ruolo significativo nell'aeropittura. I suoi primi aerodipinti (1929) rappresentano aerei militari. Negli anni 1930 i suoi dipinti divengono realistici, avendo l'intento di comunicare allo spettatore l'esperienza del volo. Il suo lavoro più noto, Incuneandosi nell'abitato (1939), mostra un tuffo aereo dal punto di vista del pilota, con gli edifici sottostanti rappresentati in una prospettiva vertiginosa.
Crali espose le sue opere a Trieste e a Padova. Nel 1932 Marinetti lo invitò a Parigi per la prima mostra di aeropittura. Partecipò poi alla Quadriennale di Roma nel 1935, 1939 e 1943, e alla Biennale di Venezia nel 1940. In quel periodo Crali era alla ricerca di segni e paesaggi, che lo portarono nel 1933 a partecipare alla rassegna cinematografica romana Futuristi Scenotecnica. Nel 1936, alle Olimpiadi di Berlino, espose alla Mostra internazionale d'arte sportiva.
Le abilità declamatorie di Crali e la sua amicizia con Marinetti gli consentirono di organizzare serate futuriste a Gorizia, Udine e Trieste, dove lesse il manifesto Illusionismo plastico di guerra e perfezionamento della terra, firmato insieme a Marinetti. Pubblicò inoltre il Manifesto delle parole musicali - Alfabeto in libertà.

## Opere
Tra le opere più note, oltre alle già citate Sassintesi, si possono ricordare:
- Le forze della curva, 1930 (Deposito a lungo termine. Museo d'arte moderna e contemporanea di Trento e Rovereto, Rovereto)
- Acrobazie in cielo - 1930 (Courtesy Galleria Arte Centro, Milano)
- Bombardamento notturno - 1931
- Ali Tricolori - 1932
- In decollo - 1932
- Ballelica - 1932
- Rivoluzione di Mondi - 1934 (esposta alla Biennale di Venezia e distrutta subito dopo dallo stesso Crali)
- Bombardamento Urbano - 1935
- Battaglia aerea I - 1936
- Aerocaccia II - 1936
- Volo Agitato - 1938
- Bombardamento di una fabbrica - 1938
- Architectura - 1939
- Incuneandosi nell'abitato - 1939 (noto anche come In tuffo sulla città, conservato al MART)
- Prima che si apra il paracadute - 1939 (al Museo di arte moderna e contemporanea di Udine)
- Assalto di motori - 1968
- Macchine in cielo - 1980
- Kamikaze - 1980
- Le Frecce Tricolori - 1987
- Monoplano Jonathan - 1988